# Коржавых, Павел Вячеславович
Павел Вячеславович Коржавых (6 сентября 1987, Поляны, Выборгский район, Ленинградская область, РСФСР, СССР) — российский спортсмен. Заслуженный мастер спорта России. Восьмикратный чемпион мира по джиу-джитсу. Самый титулованный российский спортсмен в джиу-джитсу. Чемпион Европы. Двукратный победитель Всемирных игр боевых искусств (2010 — Пекин, 2013 — Санкт-Петербург. Мастер спорта по дзюдо. Мастер спорта по самбо. Лучший спортсмен 2013 года — обладатель Национальной премии Российского союза боевых искусств (РСБИ) «Золотой пояс», вручающейся один раз в жизни.
Тренер секции дзюдо в Специализированной детско-юношеской спортивной школе олимпийского резерва Василеостровского района Санкт-Петербурга.
Ассистент кафедры организации и управления экономического факультета в Санкт-Петербургском горном университете (с 2012 по 2016 год). Кандидат технических наук.
Доверенное лицо кандидата в губернаторы Санкт-Петербурга Георгия Сергеевича Полтавченко на выборах 2014 года.
С 2014 года — депутат Совета депутатов МО «Полянское сельское поселение» (Выборгский район Ленинградской области).

## Биография

### Спортивная карьера
Коржавых Павел родился в небольшом поселке Поляны Выборгского района Ленинградской области в семье военного.
В 1997 году начал заниматься в секции дзюдо у своего первого тренера Подситкова Владимира Васильевича. В детском возрасте Павел становился чемпионом первенства Выборгского района по самбо и дзюдо.
Во время учёбы в Горном университете Павел начал свои первые тренировки в новом виде единоборств — джиу-джитсу, а на третьем курсе успешно выступил на чемпионате среди вузов Санкт-Петербурга по джиу-джитсу.
В 2007 году вошёл в состав сборной России по джиу-джитсу и стал победителем первенства мира, а уже в 2008 году выиграл свой первый чемпионат мира. Кроме того, в 2007 году Павел Вячеславович выполнил разряд мастера спорта по дзюдо и джиу-джитсу. В 2011 году присвоено почетное звание «Заслуженный мастер спорта России».
В период с 2007 по 2016 год неоднократно становился победителем всероссийских и международных соревнований. Является чемпионом России по дзюдо среди студентов (2006 г.), чемпионом России по джиу-джитсу (2007, 2008, 2009, 2011 гг.), победителем первенства мира по джиу-джитсу (2007 г.), чемпионом Европы по джиу-джитсу (2013 г.), чемпионом мира по джиу-джитсу (2008, 2010, 2011, 2014, 2015, 2016 гг.), победителем Всемирных игр боевых искусств (2010, 2013 гг.), победителем Всемирных игр (2013 г.), победителем международных матчевых встреч «Битва чемпионов: сборная России — сборная мира» (2009, 2015 гг.). Является самым титулованным российским спортсменом в джиу-джитсу.
Обладатель Национальной премии Российского союза боевых искусств (РСБИ) «Золотой пояс», вручающейся один раз в жизни, в номинации «Лучший спортсмен 2013 года».
В джиу-джитсу Павел выступает в разделе fighting, до 2014 года — в весовой категории до 62 килограммов, с 2014 года — до 69 килограммов.
В декабре 2009 года принимал участие в международной матчевой встрече «Сборная России — сборная мира» «Битва чемпионов — 4» (Москва, Лужники), где выступил в поединке против опытного испанского борца джиу-джитсу Франсиско Гарсии. Павел одержал чистую победу — full ippon. В этом турнире, ежегодно проводимом Российским союзом боевых искусств, в 14 поединках выступили представители 13 видов единоборств. Со счетом 11-3 победу одержала сборная России.
28—30 ноября 2014 года в Париже состоялся чемпионат мира по джиу-джитсу, на котором Павел Коржавых завоевал 2 медали — в личном и командном зачете. Так, сборная России по джиу-джитсу стала обладателем первого общекомандного места.
В сентябре 2015 года Павел Коржавых одержал победу в поединке против бельгийца Ники Ковэна на Международной матчевой встрече «Сборная России — сборная мира» «Битва чемпионов», которая проходила во Владивостоке в рамках культурной программы Восточного экономического форума. Это была не первая такая битва для Павла: в 2009 году он одержал победу над испанским спортсменом Франсиско Гарсией (в категории до 62 килограммов) на «Битве чемпионов» в Москве.
На чемпионате мира по джиу-джитсу — 2015 в г. Бангкоке (20—22 ноября 2015 г.) Павел Коржавых занял 1-е место в личных соревнованиях, затем одержал победу и в командном зачете. Для Павла это командное золото стало уже седьмым по счёту. Отныне он стал семикратным чемпионом мира по джиу-джитсу: такого звания не добивался ещё никто.
На чемпионате по джиу-джитсу — 2016 в г. Вроцлаве (25—27 ноября 2016 г.) Павел Коржавых становится восьмикратным чемпионом мира.

### Образование и преподавательская деятельность
В 2004 году Павел поступил в Санкт-Петербургский государственный горный институт имени Г. В. Плеханова (ныне Национальный минерально-сырьевой университет «Горный»). В 2009 году окончил НМСУ «Горный» по специальности «горный инженер». Там же в 2012 году защитил кандидатскую диссертацию по теме «Снижение потерь руды в междукамерных целиках при разработке месторождений этажно-камерными системами (на примере рудника им. Губкина)». С 2012 по 2016 год — преподаватель кафедры организации и управления экономического факультета Горного университета. Читал дисциплины: «производственный менеджмент», «управление производством», «организация и планирование производства». На базе университета окончил военную кафедру. Имеет степень кандидата технических наук. Является автором более двадцати научных работ и трех патентов на изобретение.
В 2014 году выиграл научный грант по совместному российско-германскому проекту «Михаил Ломоносов» (DAAD), в рамках которого прошёл трехмесячную стажировку в Горной академии Фрайберга.
В 2014 году прошёл профессиональную переподготовку в Национальном государственном университете физической культуры, спорта и здоровья имени П. Ф. Лесгафта по специальности «физическая культура и спорт».

### Политическая деятельность
В 2013 году принял участие во встрече Президента РФ В. В. Путина с тренерами, спортсменами и специалистами в области физической культуры и спорта по вопросам развития в России системы физического воспитания детей и детско-юношеского спорта.
В 2014 году Павел Вячеславович являлся доверенным лицом кандидата в губернаторы Санкт-Петербурга Георгия Сергеевича Полтавченко.
С 2014 года избран депутатом Совета депутатов МО «Полянское сельское поселение» (Выборгский район Ленинградской области).
Член Всероссийской политической партии «ЕДИНАЯ РОССИЯ».
22 мая 2016 года Павел Коржавых принял участие в предварительном голосовании (праймериз) от партии «Единая Россия» для выдвижения в Госдуму на выборах 18 сентября 2016 года. Выдвигался по одномандатному округу № 111 (Всеволожский одномандатный избирательный округ), где занял 5-е место (12,3 % голосов), а также по федеральному партийному списку от Ленинградской области, заняв 6-ю строчку в рейтинге (8,28 % голосов). Успешно пройдя предварительное голосование, на предвыборном съезде «Единой России» в Москве (26—27 июня 2016 года) был включен в партийный список «Единой России» от Ленинградской области.

## Государственные награды
Награждён благодарностью Президента Российской Федерации за высокие спортивные достижения; благодарностью министра спорта Российской Федерации; благодарностью губернатора Санкт-Петербурга за победу на Всемирных играх боевых искусств; благодарностью губернатора Ленинградской области за большой вклад в развитие физической культуры и спорта в Ленинградской области и достижение высоких спортивных результатов на всероссийских и международных соревнованиях.